# Mike Halmo
Michael Ryan Faludi „Mike“ Halmo (* 15. Mai 1991 in Waterloo, Ontario) ist ein ehemaliger kanadischer Eishockeyspieler, der im Verlauf seiner aktiven Karriere zwischen 2008 und 2025 unter anderem über 285 Spiele in der American Hockey League (AHL) auf der Position des Flügelstürmers bestritten hat. Darüber hinaus absolvierte Halmo weitere 20 Partien für die New York Islanders in der National Hockey League (NHL). Einen signifikanten Teil seiner Laufbahn verbrachte er zudem beim HC Bozen, für den er insgesamt sechs Spielzeiten auf dem Eis stand.

## Karriere
Halmo schloss sich in der Saison 2008/09 den Owen Sound Attack an und bestritt in seiner ersten Saison in der Ontario Hockey League (OHL) 62 Spiele für das Team. In der folgenden Saison führte Halmo das Team mit 121 Strafminuten an. In der Saison 2010/11 gewann die Attack die OHL-Meisterschaft, wobei Halmo 20 Tore erzielte. Im Jahr 2011 unterzeichnete Halmo, als Free Agent, einen Dreijahresvertrag mit den New York Islanders der National Hockey League (NHL). Er wurde dem Farmteam der Islanders, den Bridgeport Sound Tigers in der American Hockey League (AHL), zugewiesen. Während der Saison bei den Sound Tigers kam er nur in fünf Spielen zum Einsatz. Den Großteil der Saison verbrachte Halmo bei noch bei den Attack, bis er wegen eines Checks gegen Nail Jakupow, einen Nachwuchsspieler der Edmonton Oilers, eine Sperre von zehn Spielen erhielt und deshalb eine der Playoff-Serien der Attack verpasste. In der Saison 2012/13 spielte er ausschließlich bei den Sound Tigers und erzielte in 46 Spielen vierzehn Punkte.
Im Februar 2014 wurde Halmo zusammen mit Ryan Strome und Anders Lee zu den Islanders in die NHL befördert. Zum Zeitpunkt seiner Beförderung war er mit 37 Punkten in 53 Spielen der drittbeste Scorer der Sound Tigers. Sein erstes NHL-Tor erzielte er am 1. April 2014 in einem Spiel gegen die Florida Panthers. In der Saison spielte er insgesamt 20 Spiele für die Islanders und wurde anschließend wieder zu den Sound Tigers gesendet. Nach vier Spielzeiten in der Islanders-Vereinigung verließ Halmo die Organisation als Free Agent und unterzeichnete am 9. Juli 2016 einen Einjahresvertrag bei den Tampa Bay Lightning. Nach einem Jahr mit den Syracuse Crunch verließ er die Lightning-Organisation.
Für die Saison 2017/18 unterschrieb Halmo einen Einjahresvertrag mit dem italienischen HC Bozen aus der EBEL. In dieser Saison gewann Halmo mit Bozen die EBEL-Meisterschaft und erzielte in insgesamt 72 Spielen 54 Punkte. Nach einem Jahr bei Bozen unterschrieb Halmo einen Vertrag mit Tampereen Ilves in der finnischen Liiga. Für die Saison 2019/20 unterschrieb er einen Vertrag mit den Iserlohn Roosters in der Deutschen Eishockey Liga (DEL). Nach einer Saison in der DEL unterschrieb Halmo erneut einen Vertrag mit dem HC Bozen in der umbenannten ICE Hockey League. Dort war er fünf weitere Jahre bis zu seinem Karriereende im Sommer 2025 aktiv.

## Erfolge und Auszeichnungen
- 2011 J.-Ross-Robertson-Cup-Gewinn mit den Owen Sound Attack
- 2018 EBEL-Gewinn mit dem HC Bozen

## Karrierestatistik
(Legende zur Spielerstatistik: Sp oder GP = absolvierte Spiele; T oder G = erzielte Tore; V oder A = erzielte Assists; Pkt oder Pts = erzielte Scorerpunkte; SM oder PIM = erhaltene Strafminuten; +/− = Plus/Minus-Bilanz; PP = erzielte Überzahltore; SH = erzielte Unterzahltore; GW = erzielte Siegtore; 1 Play-downs/Relegation; Kursiv: Statistik nicht vollständig)